# M41軽戦車
M41 Walker Bulldog（M41ウォーカー・ブルドッグ）は、アメリカ合衆国が開発した軽戦車。
愛称の“ウォーカー・ブルドッグ”は朝鮮戦争で第8軍の初代指揮官としての任務中、交通事故死したウォルトン・ウォーカー中将にちなんで名付けられた。

## 概要
1946年にゼネラルモーターズ社がM24軽戦車の後継として開発し､アメリカ陸軍を中心に西側諸国で広く使用された軽戦車である。
日本の陸上自衛隊においても1960年代初頭から1980年代初期まで装備され、国産の61式戦車の配備が進むまでは、M24軽戦車及びM4中戦車と並ぶ自衛隊の主力戦車の一つであった。

## 開発・生産

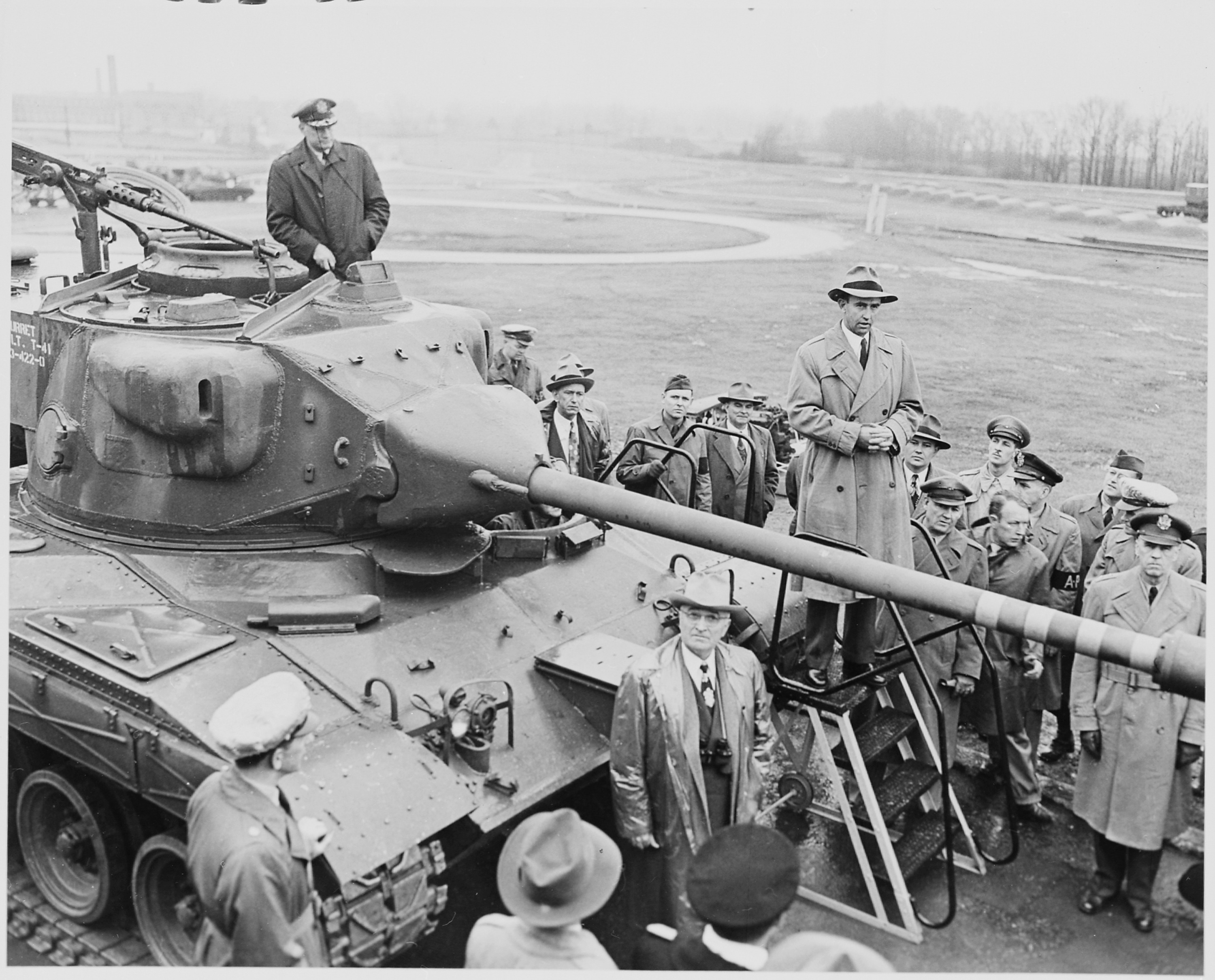
試作型 T41
砲塔にはM47中戦車と同じくステレオ式測距儀が装備されている
画面中央、砲身の下に立っている人物はトルーマン大統領
（1951年2月17日の撮影）

T37の名称で試作が開始され、フェイズI、II、IIIという3種類の異なる試作車が製作された。
これらのテスト結果を受けて、フェイズIIの各部に改良を図った試作車がT41と改称され、3輌が製作された。1950年、T41は先行生産車の試験結果を待たずして100輌が発注されたが、同年6月には朝鮮戦争が勃発し、T41の初期生産車が実地試験を兼ねて朝鮮戦争に投入された。
実戦での運用の結果、装備されたステレオ式測距儀の不具合を筆頭に多くの問題が指摘され、これを受けて既存生産分以外のT41の発注は取り消され、照準装置を従来型のものとし、砲塔も内部容積に余裕のある大型のものとしたT41E1が改めて開発され、1953年5月に「M41軽戦車」（76mm Gun Tank M41）」として制式化された。
M41の生産はゼネラルモーターズ社の傘下キャデラック社が行なった。生産型第1号車は1953年半ばに完成し、以後1,802輌が生産された。生産はその後砲架を改良し、AOS 895-3空冷ガソリンに変更したM41A1軽戦車に移行。さらにエンジンをAOSI 895-5に変更したM41A2、M41A3に改修され、最終的には5,500輌近くが生産された。

## 構成

### 車体・防護力

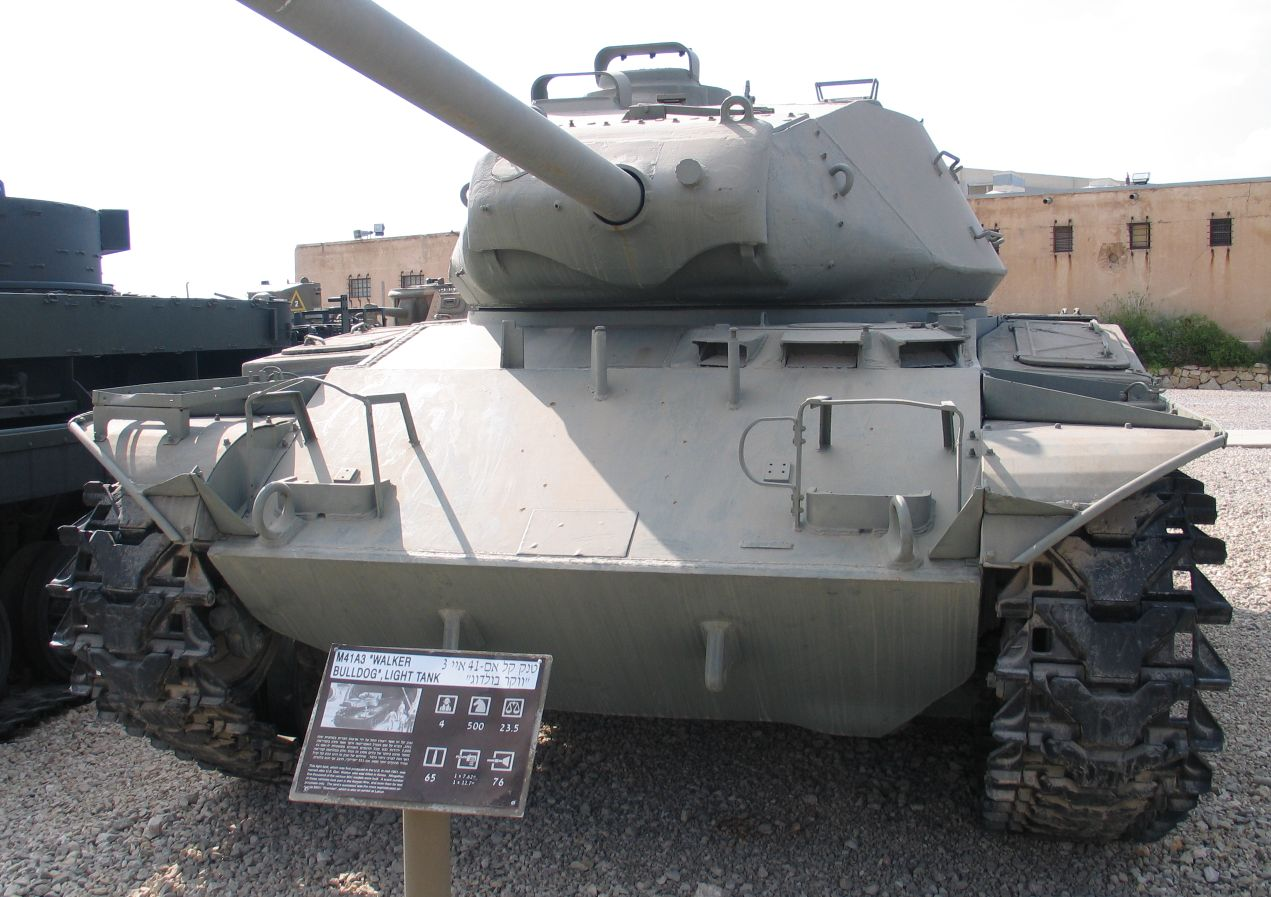
M41A3の正面クローズアップ

重量19t、砲塔は圧延鋼板と鋳造部品（防盾・砲架まわり）を組み合わせて溶接した、油圧または手動で全周旋回可能な物となっている。

### 火力
主砲としては、新たに設計された60口径76.2mm戦車砲T91E3（T94）を採用した。これは、新型の76x580mmR弾を使用しており、これは同じ口径76.2mm砲でも、従来のM4中戦車のM1戦車砲や、M10駆逐戦車のM7戦車砲より軽量かつ射程・威力ともに勝る物であった。改良された量産型主砲はM32と呼ばれる。
副武装として主砲同軸と車長用展望塔の銃架にブローニング M2 12.7mm機関銃を装備した。このうち、主砲同軸機銃は初期生産車以降はブローニング M1919 7.62mm機関銃に変更されており、その後初期生産車も順次M1919に換装している。

### 動力
操行装置はM24よりも進化して超信地旋回可能なクロス・ドライブ式アリソンCD-500-3（オートマチック前進2段・後進1段）となり、従来の戦車のようなレバーではなく、T字型ハンドルで操縦を行った。この操行装置とコンチネンタルAOS895-3水平対向6気筒ガソリンエンジン（グロス出力500馬力）、さらにトーションバー式サスペンションの組み合わせにより、路外での高い機動力を発揮できた。

## 配備・運用

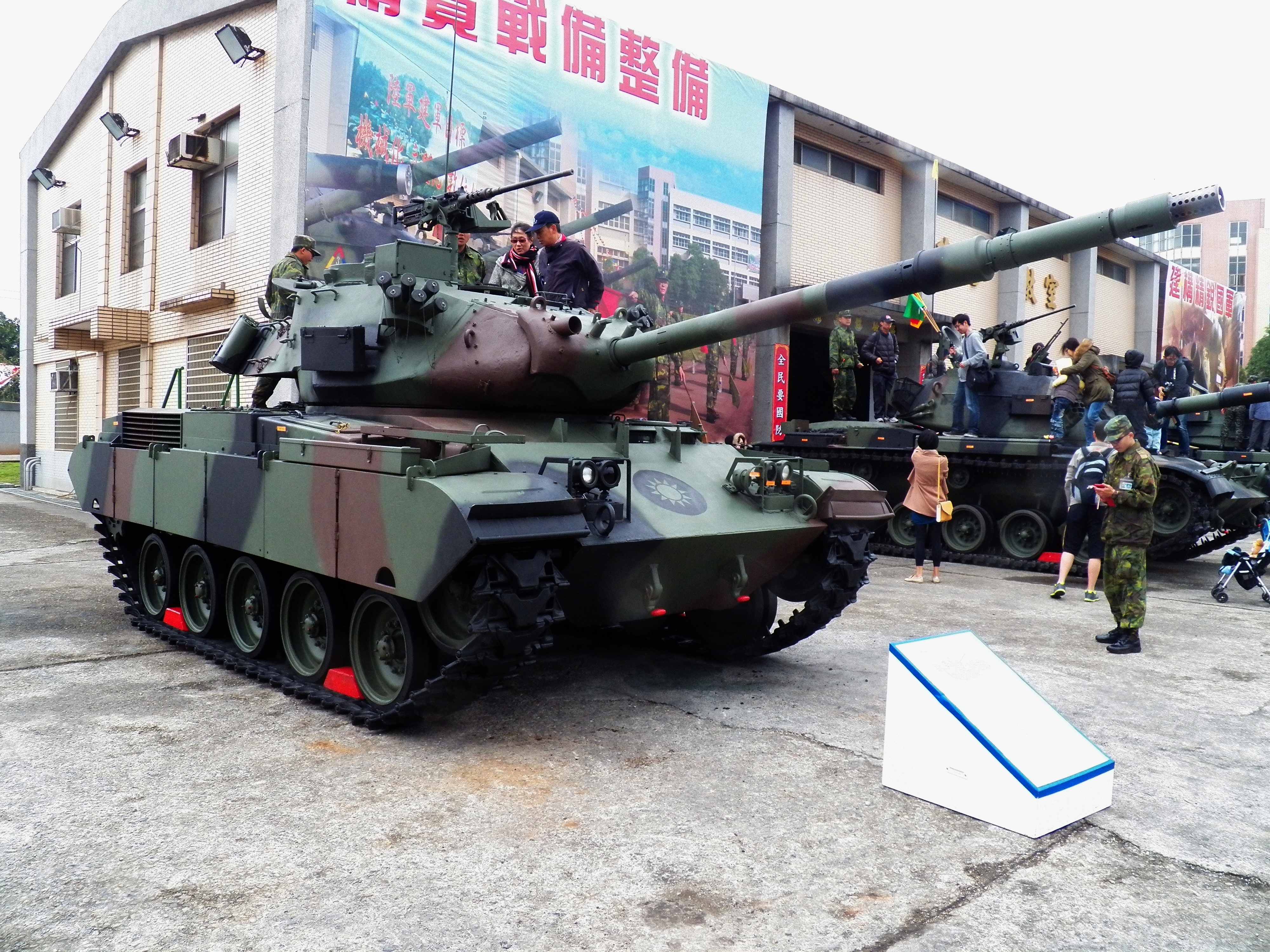
中華民国陸軍の戦車学校公開イベントにて展示されるM41D

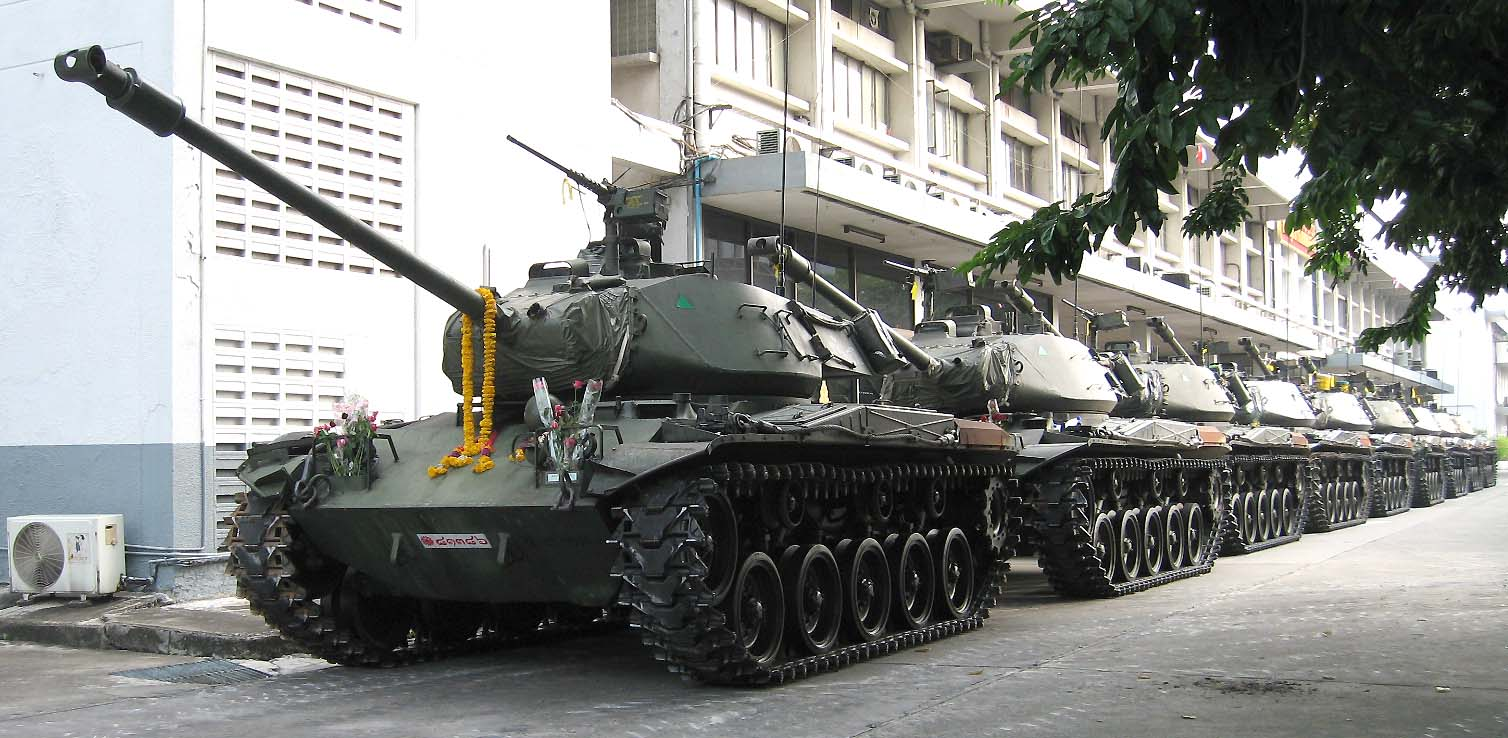
クーデターでバンコクに展開したタイ王国陸軍所属のM41

M41は試作車両であるT41が開発中に朝鮮戦争に投入されたものが実戦における運用の初である。
折しも朝鮮戦争が勃発した当時、朝鮮半島でアメリカ陸軍機甲部隊が装備していた戦車は、第二次世界大戦末期に配備が開始されたM24軽戦車であった。これは、当時アメリカで使用されていた軽戦車としては最高の物であったが、対する北朝鮮軍の主力戦車はソ連製のT-34-85中戦車であり、攻撃力・装甲が劣る軽戦車の限界で、対戦車・装甲車用の徹甲弾や成形炸薬弾どころか、対人・対非装甲目標の榴弾で容易に撃破されてしまった。
そのため、軽戦車ながらT-34に対抗できる火力を持つと期待されていたT41は、試験終了前の1951年に生産ラインから直接戦場に投入された。結果、本車の特徴の筆頭であったステレオ式測距儀は走行時や射撃時の振動によって狂いを生じやすく、故障が多発するために実用性が極めて低いとされ、また砲塔内が狭すぎるとの評価であった。このため、改めて砲塔を再設計した量産原型車のT41E1では、照準装置を従来型の直接眼鏡及び潜望鏡式とし、砲をT91E3に変更、砲塔を容積に余裕のある形状に変更している。
M41はベトナム戦争でも実戦投入された。南ベトナム軍にも供与され、北ベトナムのPT-76軽戦車やT-54戦車と戦っている。レバノン内戦でも軍や民兵によって運用されていた。1973年9月11日のチリ・クーデターでも投入された。
その後、アメリカ陸軍ではM551シェリダン空挺戦車が登場し、主力偵察戦車の座を譲ることになるが、28ヶ国において使用が続けられた。台湾やデンマークでは旧式化したM41に近代化改修を施し、それぞれM41D、M41DK-1として採用した。
M41は軽戦車ゆえの運用のしやすさから、2000年代に至っても二線級装備として保有している国がある。2006年9月19日にタイで発生した陸軍によるクーデターでは、首都バンコクの各所にクーデター勢力側のM41が展開された。台湾では2022年までM41A3が運用され、2024年時点でも推定100両のM41Dが運用されている。

### 日本におけるM41
日本の陸上自衛隊は第2次防衛力整備計画においてアメリカの無償援助による225両の取得を計画し、最終的にM41A2147輌の供与を受けた。
M41は1961年（昭和36年）よりM24に替わる形で全国の戦車部隊に配備が進められた。国産の61式戦車が開発・配備されると61式戦車への更新が進められたが、自衛隊に供与されたアメリカ戦車の中では最も長く装備されており、最後の車両が退役したのは61式戦車の次世代の国産戦車である74式戦車の開発・配備以後の1983年（昭和58年）のことである。
なお、自衛隊からアメリカへ返還された車両の一部は台湾に再供与され、その後も使用されている。
装備部隊
- 第104戦車大隊
- 第1戦車大隊
- 第12戦車大隊
- 第13戦車大隊
- 第7偵察隊　等

## 各型及び派生型
T37
原型車。フェイズI・II・IIIが存在。
T41
T37のフェイズIIを改称したものと、その発展型3両に対する呼称。
T41E1
T41の改良型。M32戦車砲を装備。

M41
初期量産型。
M41A1
本格量産型。主砲と砲架が先行量産品から制式量産品に修正され、主砲弾の搭載数が57発から65発に増加している。
M41A2
エンジンをAOS-895-5に変更し、砲塔旋回機構と砲俯仰角機構を改良した改修型。
M41A3
最終生産型。A2型の砲塔旋回機構と砲俯仰角機構を更に改良したもの。

### 派生型
M42ダスター自走高射機関砲
M41の車台にボフォース 40mm機関砲を搭載した対空車両。
64式軽戦車
中華民国陸軍（台湾陸軍）が独自に製造した、M42自走高射機関砲（M41と同じ車台を使用）の車体にM18駆逐戦車の砲塔を搭載した車両。

M44 155mm自走榴弾砲
M41のシャーシと走行装置を流用したに24口径155mm榴弾砲M45を搭載した自走砲。
M52 105mm自走榴弾砲
M41のシャーシと走行装置を流用した車体に24口径105mm榴弾砲M49を搭載の砲塔を装備した自走砲。
QM41
アメリカ海軍が開発して試用した無人標的／標的牽引車両。無線操縦装置を搭載し、砲塔を取り外してドーム型の構造物と無線アンテナを搭載している。
M41(XM551砲塔)

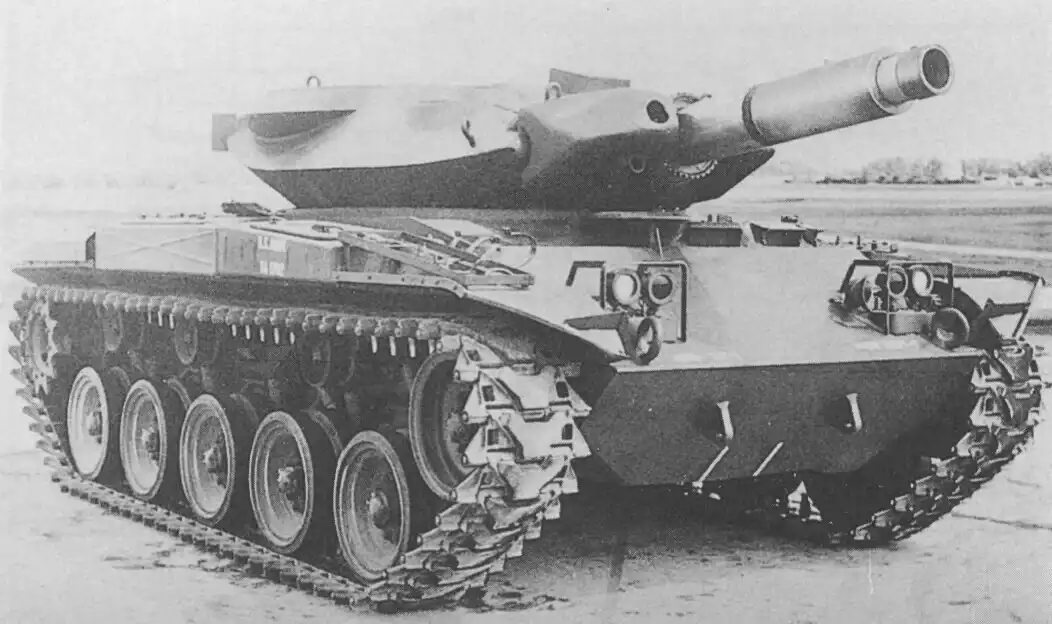
XM551の砲塔と152mmガンランチャー搭載したM41

M551シェリダン空挺戦車の開発に際して製造されたもので、M551の試作型であるXM551の砲塔をM41の車体に搭載して各種のテストを行うために製作された車両。また、1967年8月に152mm砲を搭載した火力評価試験が行われた。しかし、この段階ではまだシレイラ対戦車ミサイルが開発されていなかった。この際の実績を元に、後にM41の車体にM551の砲塔を搭載し、主砲を低反動化105mm砲としたM41-105が構想されたが、試作のみに終わった。

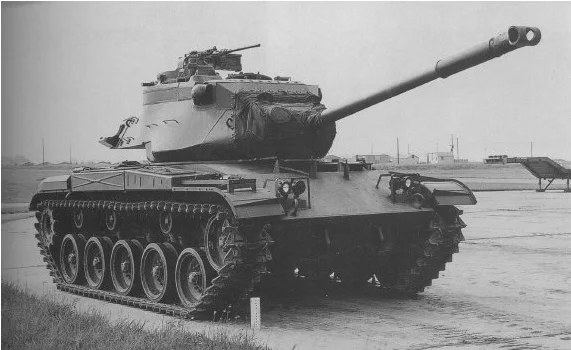
T49
主砲をT132 90mm砲に変更した火力増強型。主砲以外はM41と同一だが、主砲の大型化に合わせて砲架と砲塔の形状が一部変更されている。1954年5月から1955年5月にかけて実用試験が行われたが、車格に対して反動が大きすぎて射撃精度が悪いことから不採用となり、1958年には主砲をM48戦車用のT139 90mm砲に変更したものが再度提案されたが、後継となる空挺軽戦車（後のM551シェリダン）の開発計画が順調に推移していることから却下され、計画のみに終わっている。

### 国外改修型
M41B
ブラジル陸軍による近代化改良型。
M41C
ブラジル海兵隊がM41Bを更に改修したもの。
MB-3 タモヨ/タモヨIII
ブラジル陸軍向けに同国のベルナルディーニ社が開発した近代化改修型。
M41D
中華民国陸軍（台湾陸軍）の近代化改良型。
M41DK-1
デンマークの独自改良型。改良内容は、射撃統制装置の刷新、レーザー測遠機・熱線暗視装置装備、APFSDS弾導入、ディーゼル（カミンズ製）化など70項目。1988年までに53両を改修。
M41E
スペインがエンジンをゼネラルモーターズ 8V-71T ディーゼルエンジン（400馬力(298kW）に換装した改良型。
M41GTI
タイ陸軍向けにドイツの企業が開発した近代化改修型。
M41UR
ウルグアイ陸軍向けにベルギーが開発した近代化改修型。
M41 HAKO
スペインが自主開発した自走対戦車ミサイル車両（駆逐戦車）。砲塔を外して戦闘室を新設し、4基のHOT対戦車ミサイル発射筒を搭載している。

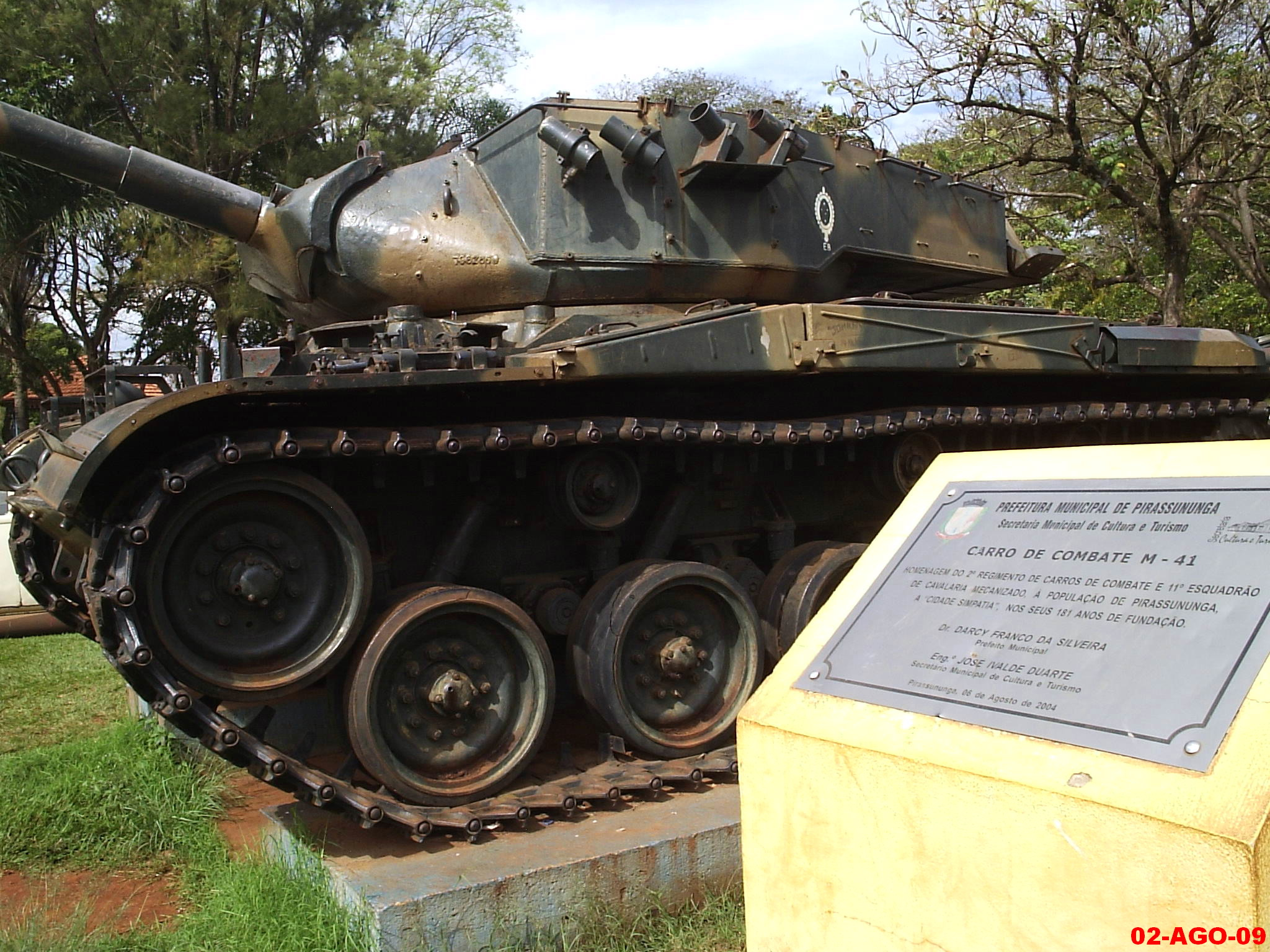
ブラジルの独自改良型、M41B
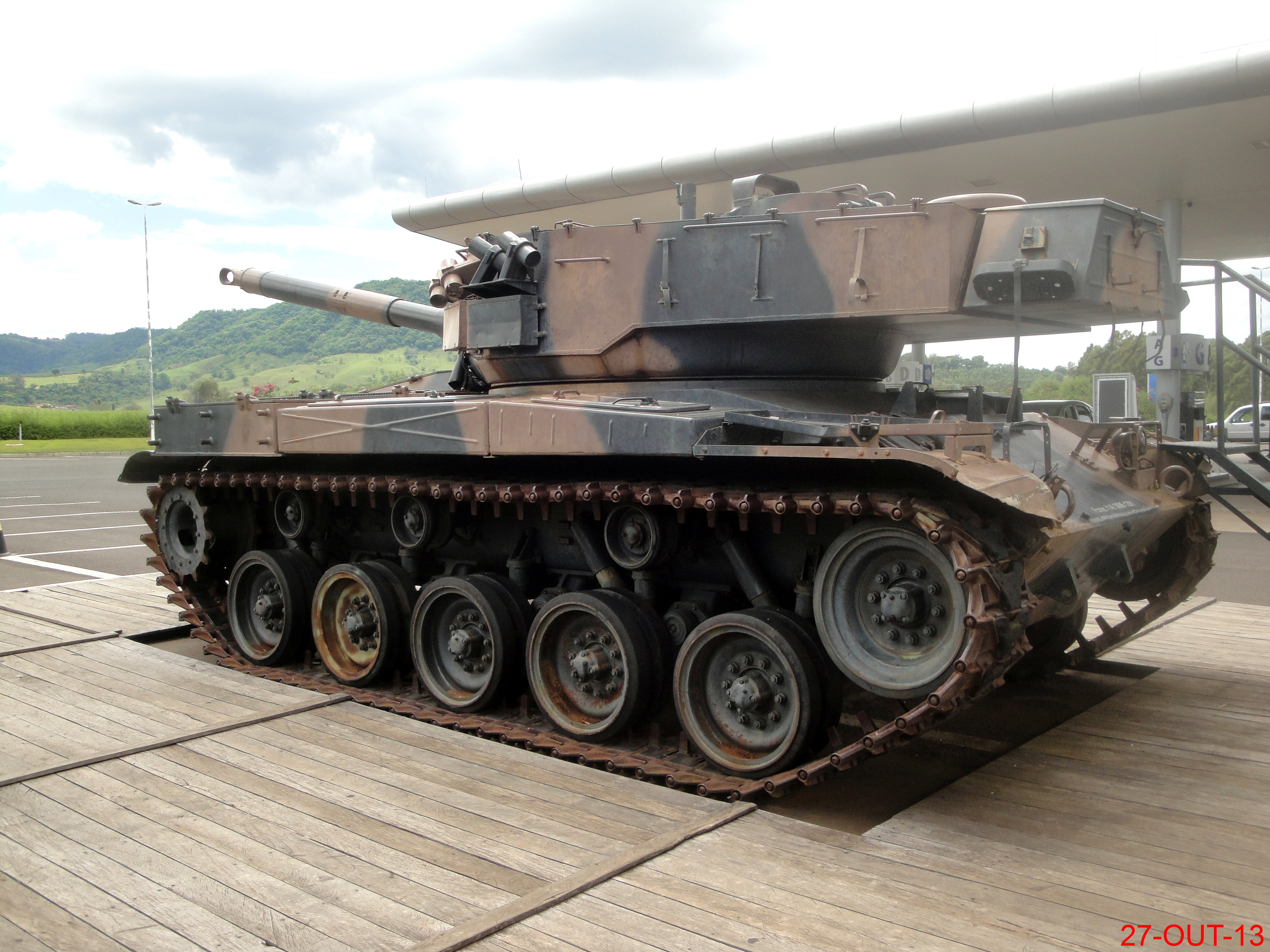
ブラジルの独自改良型、M41C （この画像では砲塔を後方に向けている）
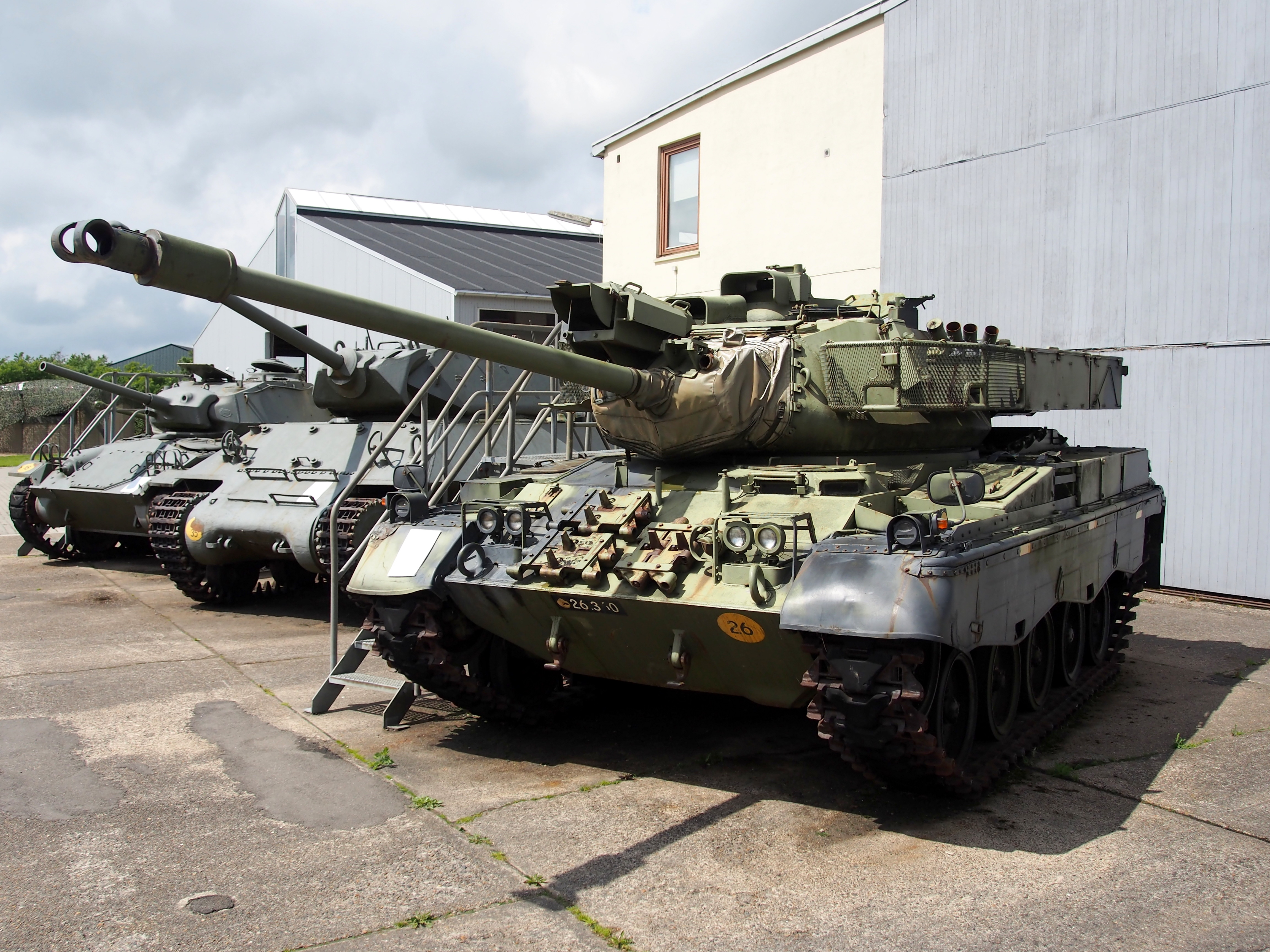
デンマークの独自改良型、M41DK-1

## 採用国
- オーストラリア
- ベルギー
- ブラジル
- チリ
- デンマーク
- ドミニカ共和国[注 3]
- グアテマラ

- 日本
- ヨルダン
- レバノン
- ニュージーランド
- フィリピン
- ソマリア
- ベトナム共和国

- スペイン
- 中華民国
- タイ
- チュニジア
- ウルグアイ[注 4]
- アメリカ合衆国
- ベトナム
- 西ドイツ

## 登場作品

### 映画
『SUPER8/スーパーエイト』
アメリカ軍の戦車として登場。
作品の設定年代（1979年）としては、アメリカ軍の現役戦車として登場するのは誤りである。
『海底軍艦』
ムウ帝国の攻撃を警戒し、防衛隊が市街地へ急行するシーンにおいて、足回りだけではあるが1カットだけ写っている。
『樺太1945年夏 氷雪の門』
陸上自衛隊の装備車両がM24軽戦車とともにソビエト戦車として登場。
演習フィルムの流用ではなく、自衛隊に協力を取り付けて実際に御殿場の演習場で撮影された。ポスターにもM41がそのまま描かれている。
『キリング・フィールド』
ベトナム軍の戦車として登場。撮影にはロケ地のタイ陸軍の車両が使われた。
実際に南ベトナム軍が装備していた車両が、ベトナム戦争後のカンボジア侵攻において、ベトナム軍により使用されている。
『激動の昭和史 軍閥』
米軍戦車として登場。陸上自衛隊の協力により、陸上自衛隊の車両が使われている。
『激動の昭和史 沖縄決戦』
M4A3E8 シャーマンと共にアメリカ軍戦車として登場。撮影は陸上自衛隊の協力の元、陸上自衛隊の車両を使用して東富士演習場で行われている。
『コンバット!』
アメリカ軍戦車として度々登場するほか、ドイツ軍のIV号戦車役として登場。
『地獄の戦線』
ドイツ軍戦車として登場。
当作の戦闘シーンは1967年製作のアメリカ映画『重戦車総攻撃』に流用されているため、M41演じるドイツ軍戦車もそちらにそのまま登場している。
『地獄の黙示録』
アメリカ陸軍の戦車として、オリジナルとは異なる砲身を装備した火炎放射戦車型が登場。
アメリカのベトナム派遣部隊はアメリカ陸軍・海兵隊共にM41を装備しておらず（南ベトナム軍のみが供与されたものを装備した）、火炎放射戦車であることも考慮すると、作中での位置づけはM48パットンの派生型であるM67火炎放射戦車の役柄であると推察される。撮影にはロケ地のフィリピン軍の車両が使われた。
『大怪獣ガメラ』
地熱発電所を襲撃したガメラの攻撃に参加する。演習時に撮影したものを巧みに編集して使用している。
『大日本帝国』
ロケ地のタイ陸軍の車両が日本軍・連合軍双方の戦車として登場。
当作に対し「1両の戦車を使い廻している」と語られていることがあるが、複数両登場するシーンが存在しており、誤認である。
『デトロイト』
暴動鎮圧に出動した州兵部隊の車両として登場。
なお、作品の題材となった実際の事件（1967年に発生したデトロイト暴動）でもM41はM48戦車と共に出動しており、報道写真や記録映像に写っている。
『トブルク戦線』
ドイツ軍戦車として登場。
『パットン大戦車軍団』
ロケ地のスペイン陸軍の車両がアメリカ軍戦車として登場。
『フランケンシュタインの怪獣 サンダ対ガイラ』
陸上自衛隊の協力で実車が登場。61式戦車や無反動砲搭載ジープなどとともに、ガイラを攻撃するため出動する。
本作の出動場面は『地球攻撃命令 ゴジラ対ガイガン』などでも流用されており、ほかの映画でも本作に登場したM41を見ることができる。
『フルメタル・ジャケット』
アメリカ海兵隊の戦車として登場。
前述の『地獄の黙示録』同様、作中の位置づけとしてはM48としての登場であると推察される。
『僕らはみんな生きている』
舞台となる架空の国であるタルキスタン国のクーデター部隊の戦車として登場。撮影にはロケ地のタイ陸軍の車両が使われた。
『マーズ・アタック!』
円盤着陸時に登場。火星人がアメリカ議会に出席する際にもホワイトハウス前に登場している。
『掠奪戦線』(原題：The Last Escape(英語版)
ソビエト軍およびアメリカ軍の戦車として、M41の砲塔のシルエットを角型に改造したものが登場（宣伝用ポスターにも描かれている）。ソビエト軍戦車役の車両には砲塔上にブレン軽機関銃にルイス軽機関銃の横型ドラム式弾倉を装着したものが搭載されている。
当初はロケ地の西ドイツ軍もしくは駐独米軍に撮影協力が依頼されるはずであったが、スケジュールの都合がつかなかったため、急遽スクラップとして払い下げられたものが調達され、修理・再生の後、改造して撮影用車両として使用された。

### ゲーム
『Wargame Red Dragon』
自衛隊デッキに「M41A1」の名称で登場する。
『War Thunder』
アメリカ陸軍および陸上自衛隊、西ドイツ陸軍の軽戦車ツリーにて開発可能。
『World of Tanks』
アメリカ軽戦車としてM41 Walker Bulldogとその派生型であるT49が開発可能。西ドイツに配備された現地改修版が、ドイツ軽戦車「leKpz M41 90mm GF」として販売。中華民国陸軍（台湾陸軍）の近代化改修版が、中国軽戦車「M41D」として販売。
『World of Tanks Blitz』
アメリカ軽戦車T49としてM41の派生型が開発可能。アメリカ軽戦車T37としてM41の試作型が開発可能。アメリカ軽戦車M41 Walker Bulldogとして開発可能。西ドイツに配備された現地改修版が、ドイツ軽戦車「leKpz M41 90mm」として販売。台湾に配備された現地改修版が、中国軽戦車「Type 64」として販売。中華民国陸軍（台湾陸軍）の近代化改修版が、中国軽戦車「M41D」として販売。

### テレビコマーシャル
カップヌードル TVCM『NO BORDER』シリーズ第4弾『FLOWER篇』（日清食品）
2003年放映。ニュージーランド軍の退役車両が登場している。

### その他
1975年制作のフランス・ブルガリア合作映画『サンチャゴに雨が降る』（原題：Il pleut sur Santiago、日本での初ビデオソフト化時のタイトルは『特攻要塞都市』）には、M41によく似た戦車が登場するが、これは、ロケ地のブルガリア軍のT-34戦車をM41に似せて改造した車両である。